# Lionel De la Laurencie
Lionel De la Laurencie (Nantes, 1861 – Parigi, 1933) è stato un musicologo francese.

## Biografia
Studiò all'Università di Grenoble e di Nancy. Approfondì le sue conoscenze musicali con Reynier, maestro di violino, e iscrivendosi al Conservatorio di Parigi, dove fu allievo di Bourgault-Ducoudray, uno dei padri-fondatori della musicologia moderna, nei corsi di armonia e storia della musica.
Insegnò Storia della musica presso l'Ecole des hautes études sociales e scrisse sulle più note riviste francesi.
Fu presidente della Société Française de Musicologie e diresse la Encyclopédie de Musique et Dictionnaire du Conservatoire, iniziata da Lavignac, contraddistinta per una storia della musica mondiale, per l'approfondimento delle tecniche vocali e strumentali, delle orchestrazioni, delle musiche sacre, dell'estetica, della pedagogia.
Scrisse numerosi lavori di critica e di storia, tra i quali L'école française de violon (3 vol., 1922-1924).
Tra le sue pubblicazioni annoveriamo : La légende de Parsifal et le drame musical de Richard Wagner, (1888); Espana, (1890); Le Gout musical en France, (1905); L'Académie de musique et le concert de Nantes, (1906); Rameau, (1908); Lully, (1911); Contribution à l'histoire de la symphonie française vers 1950, (1911); Deux imitateures des bouffons, (1912); Blavet et Dauvergne, (1912); Andrè Campra, misicien profane, (1913); Les créateurs de l'opéra français, (1920); Un musicien dramatique du XVII siècle française, (1920); Pierre Guédron, (1922); L'école française de violon, (1924); Les Luthistes, (1928).
È il nonno materno del regista Alain de Sédouy.
Suo fratello, Jean de la Laurencie fu uno scrittore.